# OpenStack
OpenStack je besplatna platforma otvorenog kôda za računarstvo u oblaku otvorenog standarda. Uglavnom se postavlja u ulozi infrastrukture kao usluge (IaaS) u javnim i privatnim oblacima gdje su virtualni poslužitelji i drugi resursi dostupni korisnicima.
Platforma OpenStack sastoji se od međusobno povezanih komponenti koje kontroliraju različite skupove hardvera različitih dobavljača za obradu, pohranu i mrežne resurse u cijelom podatkovnom centru. Korisnici njime upravljaju ili putem nadzorne ploče temeljene na webu, putem alata naredbenog retka ili putem RESTful web-usluga. 
OpenStack je započet 2010. godine kao zajednički projekt Rackspace Hostinga i NASA-e. Od 2012. njime je upravljala OpenStack Foundation, neprofitna organizacija osnovana u rujnu 2012. godine. Do 2018. godine u projekt se uključilo više od 500 tvrtki. Godine 2020. zaklada je objavila da će se 2021. preimenovati u Open Infrastructure Foundation.

## Komponente sustava OpenStack
OpenStack se sastoji od mnogo komponenti, od kojih svaka ima svoju namjenu.

### Nova
Nova je projekt (i komponenta) OpenStacka koja nudi metodu za korištenje računalnih instanci kao virtualnih strojeva (virtualnih računala), na pravim (hardverskim) poslužiteljima i ima ograničenu podršku za spremnike sustava. Nova radi kao skup servisa (engl. daemons) povrh postojećih standardnih Linux servisa. Svaki Nova računalni čvor pokreće hipervizor koji upravlja instancama (virtualnim računalima). Prema zadanim postavkama, Nova koristi Linux KVM (+QEMU) hipervizor. Računalni čvor također pokreće agenta mrežnih usluga (Neutron) koji povezuje instance s virtualnim mrežama i pruža usluge vatrozida instancama putem sigurnosnih grupa. Nova se obično postavlja i u kombinaciji s drugim OpenStack uslugama (npr. Block Storage [Cinder], Object Storage [Swift], Image [Glance], itd.) kao dio veće, sveobuhvatnije infrastrukture oblaka.

### Neutron
Neutron je OpenStack projekt (i komponenta) za pružanje "mrežne povezanosti kao usluge" između uređaja sučelja (npr. vNIC) kojima upravljaju druge OpenStack usluge (npr. Nova). On implementira OpenStack Networking API.
On upravlja svim aspektima umrežavanja za virtualnu mrežnu infrastrukturu (VNI) i aspektima pristupnog sloja fizičke mrežne infrastrukture (PNI) u okruženju OpenStack. OpenStack Neutron omogućuje projektima stvaranje naprednih virtualnih mrežnih topologija koje mogu uključivati usluge poput vatrozida i virtualne privatne mreže (VPN). Neutron dopušta upotrebu statičkih IP adresa ili upotrebu DHCP-a. Također omogućuje tzv Floating  IP adrese za dinamičko preusmjeravanje prometa.
Moguće je koristiti i softverski definirane mrežne (SDN) tehnologije kao što je OpenFlow. Neutron standardno koristi Open vSwitch.
Za izolaciju odnosno segmentaciju mreže i virtualnih računala, moguće je koristiti: VLAN, VxLAN (standardno) i neke druge mrežne tehnologije, uz mnoge druge opcije specifične za SDN.

### Block storage (Cinder)
Cinder je usluga (i komponenta) OpenStack sustava koja osigurava tzv. Block Storage sustav (diskovni blokovni sustav) za pružanje sustava za pohranu Nova virtualnim strojevima,

### Identity (Keystone)
Keystone je OpenStack usluga (i komponenta) koja pruža API za autentifikaciju klijenta, otkrivanje usluge i distribuiranu autorizaciju za više korisnika implementacijom OpenStack Identity API-ja. To je uobičajeni sustav provjere autentičnosti u operativnom sustavu u oblaku. Keystone se može integrirati s imeničkim uslugama poput LDAP-a.

### Image (Glance)
Projekt Image service (glance) korisnicima omogućuje otkrivanje, dohvaćanje i registraciju diskovnih slika VM (virtualnih računala) i slika spremnika, koji mogu koristiti klasične datotečne sustave za pohranu, ali i Swift ili Ceph kao svoj stvarni sustav za pohranu (tj. ne pohranu objekata opće namjene).

### Object storage (Swift)
Swift je distribuirani objektni sustav za pohranu. Projekt OpenStack Object Store, poznat kao Swift, nudi softver za pohranu u oblaku tako da možete pohraniti i dohvatiti puno podataka s jednostavnim API-jem. Izgrađen je za skaliranje i optimiziran za trajnost, dostupnost i konkurentnost u cijelom skupu podataka. Swift je idealan za pohranjivanje nestrukturiranih podataka koji mogu rasti bez ograničenja.

### Dashboard (Horizon)
Horizon je jedna od implementacija OpenStack nadzorne ploče, koja pruža web-bazirano korisničko sučelje za OpenStack usluge uključujući Nova, Swift, Keystone itd.

### Orchestration (Heat)
Heat je usluga za orkestriranje više kompozitnih aplikacija u oblaku pomoću predložaka (engl. templates), putem REST API-ja izvornog za OpenStack i Query API-ja kompatibilnog s CloudFormationom.

### Telemetry (Ceilometer)
OpenStack Telemetry (Ceilometer) pruža jedinstvenu kontaktnu točku za sustave naplate, pružajući sve brojače koji su im potrebni za uspostavu naplate korisnicima, u svim trenutnim i budućim OpenStack komponentama.

### Bare metal (Ironic)
Ironic je OpenStack projekt koji nudi fizičke poslužitelje (engl. bare metal) strojeve umjesto virtualnih strojeva. Najbolje ga je zamisliti kao hipervizorski API i skup dodataka koji komuniciraju s fizičkim poslužiteljima kojima upravlja Ironic. Prema zadanim postavkama koristit će PXE i IPMI ili Redfish zajedno za pružanje i upravljanje fizičkim strojevima, ali Ironic podržava i može se proširiti s dodacima specifičnim za bilo kojeg drugog dobavljača odnosno za implementaciju neke dodatne funkcionalnosti.

### OpenStack servisi/projekti
Postoji i cijeli niz drugih servisa i projekata uključenih u platformu OpenStack.

Lista servisa/projekata OpenStack sustava je sljedeća: Adjutant, Aodh, Barbican, Blazar, Ceilometer, Cinder, Cloudkitty, Cyborg, Designate, Ec2-api, Freezer, Glance, Heat, Horizon, Ironic, Keystone, Magnum, Manila, Masakari, Mistral, Monasca-api, Monasca-events-api, Murano, Neutron, Nova, Octavia, Placement, Sahara, Senlin, Skyline-apiserver, Skyline-console, Solum, Storlets, Swift, Tacker, Trove, Venus, Vitrage, Watcher, Zaqar, Zun, ... .